# إثبات التاريخ
إثبات التاريخ  (PoH) عبارة عن خوارزمية بلوكتشين تكميلية لطريقة إجماع إثبات الحصة (PoS)، والتي تهدف إلى تسريع عملية الإجماع من خلال توفير وسيلة لتشفير التاريخ على البلوكتشين.
يسمح إثبات التاريخ لعقد شبكات البلوكتشين ليس فقط بالثقة في الطوابع الزمنية للبلوكات (الكتل)، ولكن أيضًا للتحقق بشكل مشفر من لحظة وترتيب حدوث الرسائل أو الأحداث التي تحصل في الشبكة. وبهذه الطريقة، يُمنع المدققون من الاضطرار إلى التواصل مع بعضهم البعض للاتفاق على ما حدث في الشبكة بمرور الوقت، وتجنب مشاكل الضغط وعنق الزجاجة في طريقة إثبات العمل (PoW) وتقليل وقت الإجماع كثيرًا.

## تاريخ
تم تقديم هذه الخوارزمية لأول مرة في عام ٢٠١٧ مع نشر المستند الفني لإثبات التاريخ بواسطة أناتولي ياكوفينكو (المؤسس الحالي والرئيس التنفيذي لشبكة بلوكتشين سولانا). ظهرت الفكرة في ذلك الوقت كسبب لإنشاء بلوكتشين مع توقيت وتزامن آمن ودقيق للأحداث.
حاليًا، على الرغم من حالة التطوير غير المكتملة، يهدف إثبات التاريخ إلى أن يكون واحد من أفضل البدائل حتى الآن لحل مشكلة مزامنة الوقت في شبكات البلوكتشين.

## روابط خارجية
1. https://en.cryptonomist.ch/2019/08/18/proof-of-history-consensus-algorithm/#:~:text=Among٪20the٪20dozens٪20of٪20consensus،timestamps٪20in٪20a٪20distributed٪ 20 شبكة .
2. https://tokens-economy.gitbook.io/consensus/chain-based-proof-of-capacity-space/proof-of-history
3. https://cryptodaily.co.uk/2019/11/what-is-proof-of-history-time-based-consensus-for-faster-throughput
4. https://bitcoin.es/criptomonedas/que-es-proof-of-history-poh-la-historia-ha-llegado-a-la-blockchain/#Que_es_Proof_of_History
5. https://www.lemmingatwork.com/inversiones/criptomonedas/que-es-poh-proof-of-history/